# Велзен
Ве́лзен (нидерл. Velsen [ˈvɛlzə(n)]) — община на северо-западе Нидерландов в Северной Голландии, разделённая Нордзе-каналом.
В общину входят следующие города, деревни и районы: Велзен-Норд, Велзен-Зёйд, Дрихёйс (Driehuis), Эймёйден, Сантпорт (Santpoort), Велзербрук (Velserbroek). В общине проживает 67 122 человека (на 1 января 2013).
В Велзене родился Ян ван дер Хуве (1878—1952) — автор концепции о факоматозах.